# Захаряк Олекса Іванович
Олекса Іванович Захаряк (народився 16 листопада 1914, с. Монастир-Лішнянський, Дрогобицький район, Львівська обл. — помер 30 липня 1988, Дрогобич, Львівська обл.) — український працівник харчової промисловості, винахідник «Дрогобицької ковбаси».

## Життєпис
Після закінчення «промислового класу» семирічної державної школи в Дрогобичі став учнем майстра м'ясних справ Антонія Яреми. У 1935 відкрив власну справу м'ясних виробів спочатку у с. Лішня, потім у Дрогобичі.
У радянський час від початку 1950-х був начальником ковбасного цеху при дрогобицькому «Ліспромгоспі». Винахідник рецептів ковбас «Карпатська», «Лісова», «Курортна суха», «Трускавецька», «Мисливська», м'ясних виробів «Заяць», «Хлібець кулінарний» та інших.

## Відзнаки
Переможець низки республіканських і всесоюзних сільськогосподарських і промислових виставок. У 1956 створив рецепт «Дрогобицької ковбаси» і за це був нагороджений премією від Міністерства харчової промисловості СРСР.

## Галерея

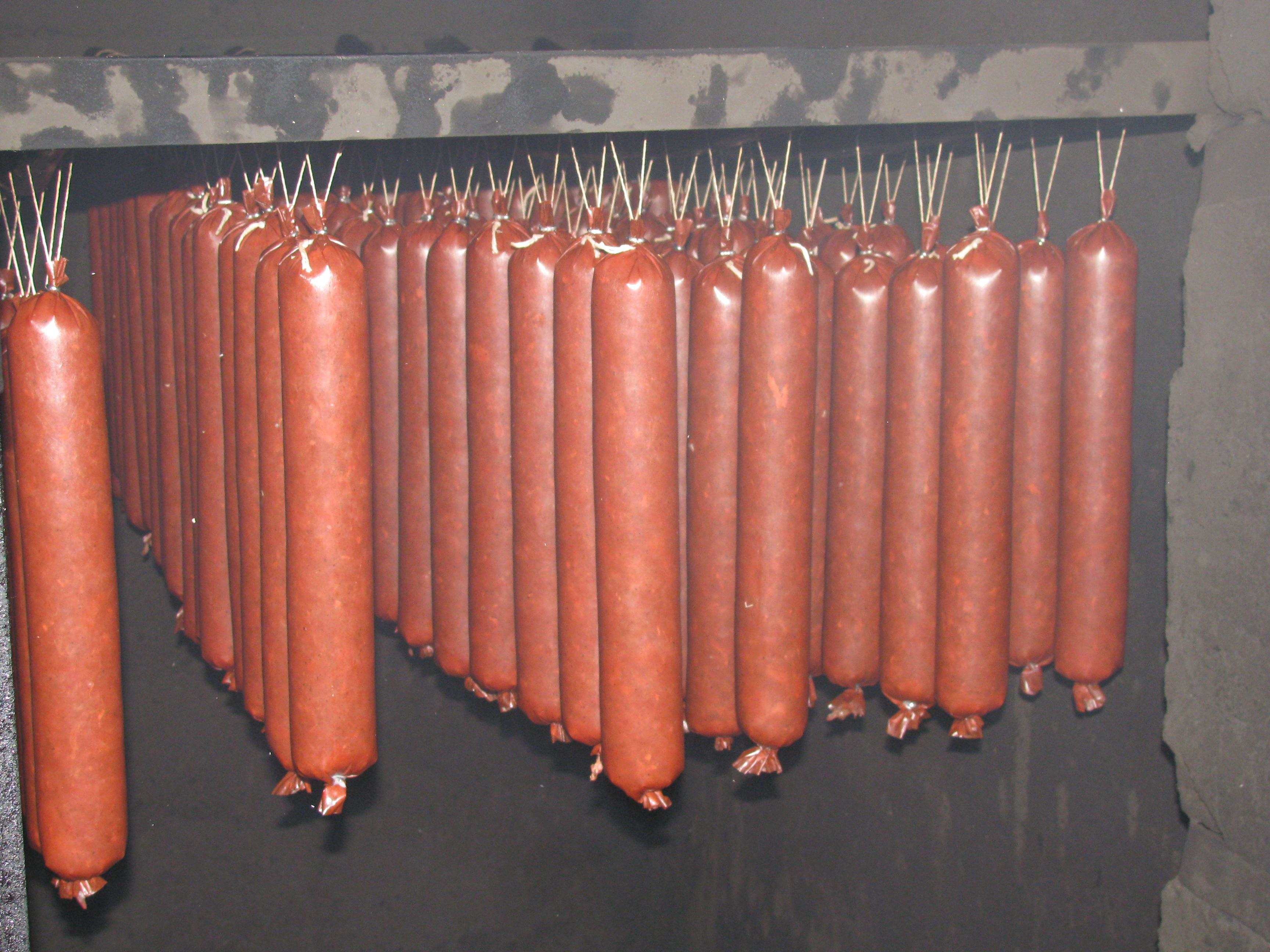
Батони ковбаси «Дрогобицька» в коптильній камері
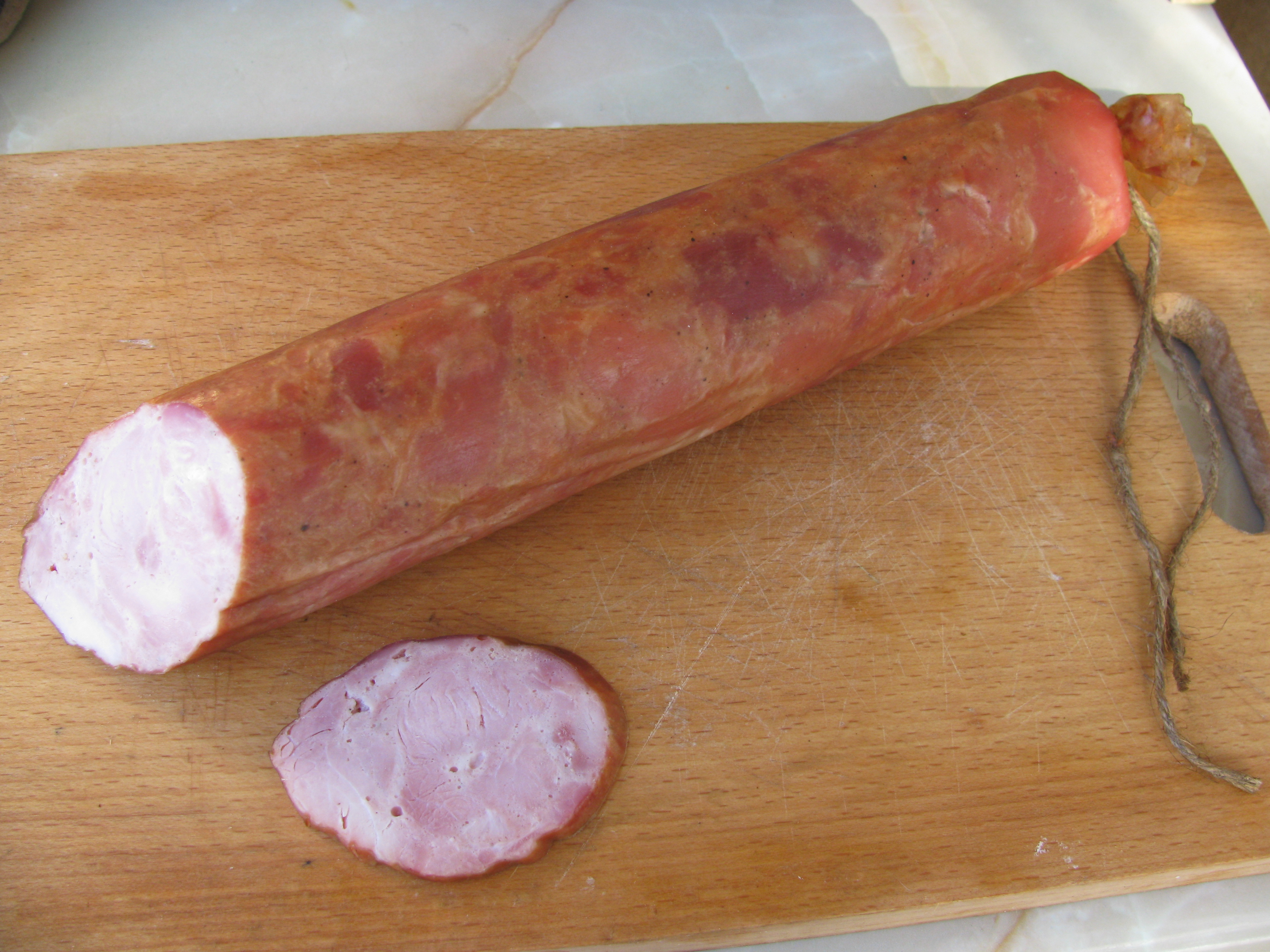
Ковбаса «Дрогобицька»